# Герб Алазейского наслега
Герб муниципального образования сельское поселение «Алазейский наслег»  Среднеколы́мского улуса Республики Саха (Якутия) Российской Федерации.
Герб утверждён Решением сессии Алазейского наслежного Совета № 6 от 4 мая 2006 года.
Герб внесён в Государственный геральдический регистр Российской Федерации под регистрационном номером 6443.

## Описание герба
«В лазоревом поле с зелёной чешуевидной оконечностью, широко окаймлённой серебром, серебряный безант, обременённой летящей вправо червлёной чайкой и сопровождаемый внизу тонким чешуевидным серебряным поясом».— 